# Iuka (Mississippi)
Iuka è una città (city) degli Stati Uniti d'America, capoluogo della contea di Tishomingo, nello Stato del Mississippi.